# Sitio de Sebastopol (1941-1942)
La Campaña de Crimea-Sebastopol (1941-1942) incluyó todas las batallas libradas por el Ejército Soviético y el Ejército Alemán con el Ejército Rumano en la Península de Crimea desde octubre de 1941 hasta julio de 1942 en tres áreas principales del frente: el área de Eupatoria (Yevpatoriya), la Base Naval-Aérea de Sebastopol y la Fortaleza Turca en la Península de Kerch. Fue una importante campaña de la Guerra Soviético-Alemana, que duró del 30 de octubre de 1941 al 9 de julio de 1942 entre las fuerzas del Eje y el Ejército Rojo, la Flota del Mar Negro y parte de la Fuerza Aérea Soviética para obtener el control del área de la base naval de la Flota del Mar Negro . La captura de Sebastopol fue de poca importancia para el ejército, ya que era solo una península, pero fue de gran importancia para la armada alemana y sus aliados. Al capturar Sebastopol, la armada alemana no solo obtuvo una base naval, aérea y terrestre combinada, sino que también bloqueó el apoyo naval soviético a su ejército en las batallas a lo largo de la costa del Mar Negro, limitando así parcialmente la resistencia del ejército soviético. Tras 250 días de asedio y bombardeo con armas pesadas y superpesadas, incluyendo cañones de 305 mm a 800 mm, el 9 de julio de 1942, el ejército alemán y sus aliados rumanos capturaron Sebastopol con grandes pérdidas.

## Antecedentes de la guerra

### Invasión alemana de la Unión Soviética
A finales de septiembre de 1941, el ejército alemán había capturado Smolensk y Kiev, y bloqueado Leningrado. En dirección suroeste, el ejército alemán también logró avances significativos: en las batallas de Uman y Kiev, las principales fuerzas de defensa del Frente Suroccidental fueron rodeadas y derrotadas en la cuenca de Lokhvitsa-Romny-Kiev. El ejército alemán ocupó gran parte de Ucrania. A mediados de septiembre de 1941, las unidades de vanguardia del 11.º Ejército (Alemania) alcanzaron las puertas de la península de Crimea (Kryum) en el sur de Ucrania.
Para la Alemania nazi, la península de Crimea tenía una gran importancia operativa, no solo para el ejército alemán, sino también para la fuerza aérea y la armada. Como península enclavada en las profundidades del Mar Negro, Crimea era como un "portaaviones insumergible" y tenía el poder de controlar toda la región norte del Mar Negro y las zonas vecinas. Si hubiera bombarderos de largo alcance, la efectividad del uso de bases aéreas en Crimea sería aún mayor. La armada alemana también consideraba a Crimea una amenaza constante para sus buques de transporte que transportaban equipo y material bélico al sur de la Unión Soviética para el Grupo de Ejércitos Sur (Alemania). Al capturar Crimea, el ejército alemán podría crear un trampolín para atacar el Cáucaso desde el suroeste a través del estrecho de Kerch. En términos políticos, al capturar Crimea, la Alemania nazi contaba con mayores condiciones geomilitares para presionar a Rumanía, Bulgaria y, especialmente, Turquía. Por ello, el Mando del Grupo de Ejércitos Sur (Alemania) tuvo que movilizar a todo el 11.º Grupo de Ejércitos (Alemania), junto con una parte del 3.er Grupo de Ejércitos rumano, para sitiar y ocupar la península de Crimea.
Para la Unión Soviética, la península de Crimea tenía una importancia estratégica, tanto económica como militar, ya que transportaba petróleo desde los yacimientos del Cáucaso hasta el centro de la Unión Soviética a través de oleoductos bajo los estrechos de Kerch y Tamán. Además, Crimea era una importante base aérea. La pérdida de las bases aéreas de Crimea habría privado a la Fuerza Aérea Soviética de la capacidad de atacar los yacimientos de Ploiesti y el puerto de Constanza en Rumania. Desde allí, el ejército alemán podría haber cruzado el estrecho de Kerch para atacar objetivos en el Cáucaso. Aunque los alemanes habían capturado Odesa, los destructores y cruceros soviéticos procedentes de Sebastopol aún podían interceptar y hundir convoyes alemanes que se dirigían al puerto de Odesa. El Alto Mando Soviético comprendió la importancia de la península y centró todos sus esfuerzos en la defensa de Crimea tras la retirada de Odesa.
Crimea es una península con un estrecho cuello del istmo de Perekop, situada junto al pantano de Shivat, que la conecta con el continente, lo que dificulta su acceso por tierra. El abastecimiento por transporte naval se utilizaba ampliamente. Sin embargo, en el impacto inicial de los rápidos y poderosos ataques del ejército nazi en el verano de 1941, el ejército soviético no contaba con fuerzas suficientes para organizar una posición defensiva en la línea de Perekop.

## Correlación de fuerzas

### Ejército nazi
El 11.º Ejército de Campaña alemán, al mando del general Erich von Manstein, tenía la misión de capturar la península de Crimea, rodear Sebastopol y neutralizar los contraataques soviéticos en la península de Kerch y la zona de Eupatoria (Yevpatoria). En el momento de la ofensiva final alemana en junio de 1942, el 11.º Ejército constaba de nueve divisiones de infantería (incluidas dos nuevas divisiones añadidas durante la batalla) divididas en dos cuerpos, junto con dos divisiones de infantería rumanas y numerosas otras unidades. Contaba con 180 tanques, 400 aviones y la 306.ª División de Artillería Pesada, una de las unidades de artillería mejor armadas y con mayor densidad de la Wehrmacht .
- El 11º Grupo de Ejércitos (Alemania), comandado por el general Erich von Manstein, incluía:
  - 306 División de Artillería Pesada, que incluye:
    - Unidad especial del Regimiento de Artillería 672 (compuesta por un cañón de calibre 1.800 mm que se desplaza sobre rieles)
    - Batería de morteros pesados 833 (2 morteros de 600 mm)
    - Batería de artillería sobre rieles n.º 688 (2 cañones de 283 mm)
    - Batería de Artillería Pesada No. 458 (1 obús de calibre 420 mm)
    - Batería de Artillería Pesada No. 459 (1 obús de calibre 420 mm)
    - 741.º Batallón de Artillería (obuses de 283 mm)
    - 742.º Batallón de Artillería (obuses de 283 mm)
    - 743.er Batallón de Artillería (obuses de 283 mm)
    - 744.º Batallón de Artillería (obuses de 283 mm)

  - 65.º Cuerpo de Ejército (Alemania):
    - 31.º Batallón de Reconocimiento de Artillería del Cuerpo
    - 556.º Batallón de Reconocimiento de Artillería bajo el Cuerpo
    - 22ª División de Infantería (Alemania) comandada por el general Ludwig Wolff:
      - 16º Regimiento de Infantería
      - 47º Regimiento de Infantería
      - 65º Regimiento de Infantería
      - 22º Regimiento de Artillería
      - 22º Regimiento de Asalto

    - 24ª División de Infantería (Alemania):
      - 31º Regimiento de Infantería
      - 32º Regimiento de Infantería
      - 102º Regimiento de Infantería
      - 24º Regimiento de Artillería
      - 24º Regimiento de Asalto

    - 50ª División de Infantería (Alemania):
      - 121º Regimiento de Infantería
      - 122º Regimiento de Infantería
      - 123º Regimiento de Infantería
      - 150º Batallón de Artillería
      - 150º Regimiento de Asalto

    - 132.ª División de Infantería (Alemania):
      - 436.º Regimiento de Infantería (2 batallones)
      - 437º Regimiento de Infantería (2 batallones)
      - 438º Regimiento de Infantería
      - 132º Regimiento de Artillería
      - 213.º Regimiento de Infantería (2 batallones) (unidad adscrita a la 73.ª División de Infantería)

  - 30.º Cuerpo de Ejército (Alemania), comandado por el teniente general Hans von Salmuth:
    - 29.º Batallón de Reconocimiento bajo el Mando del Cuerpo
    - 28.ª División de Infantería Ligera
      - 49.º Regimiento de Infantería de Cazadores
      - 83.º Regimiento de Infantería de Caza
      - 28º Regimiento de Artillería
      - 28º Regimiento de Asalto

    - 72.ª División de Infantería (Alemania)
      - 105º Regimiento de Infantería
      - 124º Regimiento de Infantería
      - 266º Regimiento de Infantería
      - 172º Regimiento de Artillería
      - 172º Regimiento de Asalto

    - 170.ª División de Infantería (Alemania)
      - 391º Regimiento de Infantería
      - 399º Regimiento de Infantería
      - 401.º Regimiento de Infantería (solo estructura del regimiento)
      - 240º Regimiento de Artillería
      - 240º Regimiento de Asalto
      - 240º Regimiento Mecanizado

  - 1.er Cuerpo de Montaña Rumano
    - 1.ª División de Montaña (Rumania)
    - 4.ª División de Montaña (Rumania)
    - 18.ª División de Montaña (Rumania)

### Ejército y Armada Soviéticos
La guarnición de la ciudad constaba inicialmente de una brigada, tres regimientos y 19 batallones de infantería de marina (con un total de 23.000 hombres, 150 piezas de artillería costera y terrestre, y 82 aeronaves), bajo el mando del contralmirante B. A. Borisov. Además, se colocaron alrededor de la ciudad 82 búnkeres subterráneos equipados con artillería naval, 22 ametralladoras ubicadas en fortificaciones de hormigón y emplazamientos de madera y tierra, 33 kilómetros de trincheras antitanque, 56 kilómetros de alambre de púas y 9.600 minas.
- Unidades de artillería costera:
  - Batería nº 2: 4 cañones de torreta abierta y 1 cañón de 100 mm
  - Batería n.º 8: 4 cañones de 45 mm situados entre el cabo Filent y Balaklava
  - Batería de Artillería No. 10: (ubicada en Mamaskay) 4 cañones de 203 mm
  - Batería de artillería n.º 12: (ubicada en la estación de Skhiscova) 4 cañones de 152 mm
  - Batería de Artillería n.º 13: 4 cañones de 120 mm
  - Batería de Artillería n.º 14: 3 cañones de 130 mm
  - Batería n.º 18: (ubicada en el cabo Fiolent) 4 cañones de 152 mm
  - Batería de Artillería N° 19: (ubicada en Balaklava) 4 cañones de 152 mm
  - Batería de artillería n.º 30: (ubicada en el puesto Maxim Gorki I) 2 torretas , 2 cañones de 305 mm
  - Batería de Artillería No. 32:
  - Batería de artillería n.º 35: (ubicada en el puesto Maxim Gorki II) 2 torretas, 2 cañones de 305 mm
  - 54ª Batería de Artillería: equipada con varios cañones de 102 mm
  - Batería de Artillería n.º 111: desplegada en el puerto de Sebastopol
  - Batería de Artillería No. 112:
  - Batería de Artillería n.º 113: desplegada en el puerto de Sebastopol
  - Batería de Artillería No. 114:
  - Batería de Artillería No. 116:
  - Batería de Artillería No. 119:
  - Batería de Artillería n.º 706: desplegada en el puerto de Sebastopol
  - Batería de artillería de Khersones:
  - Batería Zunge:
- A mediados de octubre de 1941, el Mando Supremo del Ejército Soviético decidió retirar el 51.º Ejército de Odessa y concentrarse en la defensa de Sebastopol, aumentando la fuerza de defensa a 11 divisiones, de las cuales 4 estaban desaparecidas. La defensa terrestre se organizó de la siguiente manera:
  - En el norte se encuentra la 276 División de Infantería del Mayor General IS Savinov.
  - En la península de Chongarsk y el cabo Arabassk se encuentra la 156 división del mayor general P. V. Chernyaev.
  - En el istmo de Perekop, la 106 División del coronel A. N. Pervushin defendió una línea de 70 km de longitud a lo largo de la costa sur de la bahía de Sivash.
  - Tres divisiones de caballería: la 48.ª del general DI Averkin, la 42.ª del coronel V.V. Glagolev, la 40.ª del coronel FF Kudyurov y la 271.ª división de infantería del coronel MA Titov, fueron encargadas de contrarrestar las tropas de desembarco.
  - Cuatro regimientos de infantería: el 172 del coronel IG Toroptsev, el 184 del coronel VN Abramov, el 320 del coronel MV Vinogradov y el 321 del teniente coronel IM Aliyev se dividieron para proteger cuatro áreas a lo largo de la costa de Crimea.

En febrero de 1942, tras repeler al 1.er Ejército Panzer (Alemania) de Rostov, el Estado Mayor Soviético utilizó los Ejércitos 44 y 47 para desembarcar en la península de Kerch. Con 10 divisiones de infantería, estos dos ejércitos ocuparon posiciones al este de la fortaleza turca y la zona de la cantera Ak-Monai (Kamyanske) para aliviar la presión del 11.º Ejército (Alemania) sobre el 51.º Ejército que defendía Sebastopol. El 18 de febrero, el Estado Mayor Soviético estableció el Frente de Crimea, compuesto por los tres ejércitos mencionados anteriormente, con una fuerza total de 21 divisiones de infantería, 3577 piezas de artillería y morteros, 347 tanques, 175 cazas y 225 bombarderos. El comandante del Frente era el Teniente General D. T. Kozlov, el jefe de Estado Mayor era el Mayor General F. I. Tolbukhin. El miembro del consejo militar era el comisario político de la división FA Samanin. En abril de 1942, el cuartel general del Ejército Soviético envió a su representante, el general L. D. Merkhlich, viceministro de Defensa, para representar al Frente. Tan pronto como asumió el cargo, L. D. Merkhlich utilizó su poder para reemplazar al mayor general F. I. Tolbukhin por el mayor general I. P. Vetsny como jefe del Estado Mayor del Frente. El 11.º Ejército (Alemania) y el Cuerpo de Montaña Rumano contaban con una fuerza total de tan solo 11 divisiones, 2472 piezas de artillería y morteros, 180 tanques y 400 aviones. El desembarco de los dos ejércitos soviéticos en la península de Kerch supuso una ventaja temporal en tropas para el ejército soviético.

## Luchando a las puertas de Crimea
Pese a que fue una gran victoria para los alemanes la toma de Sebastopol duró más de lo planeado, y el 11.º Ejército de von Manstein no pudo participar desde el inicio en la Operación Blau, que terminaría en el desastre de Stalingrado.

### El ataque a Perekop

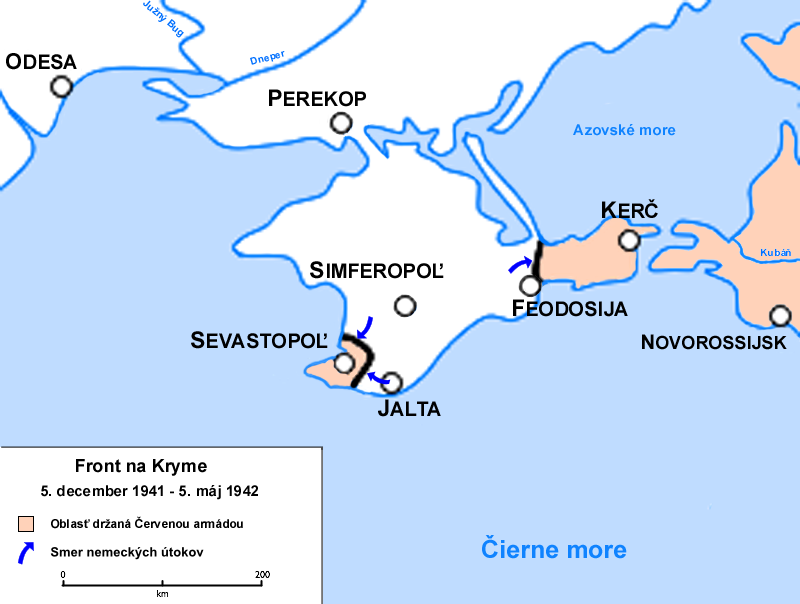
La Alemania nazi ataca Crimea (1941-1942).

El 11.º Ejército (Alemania), bajo el mando del general Erich von Manstein, recibió la misión de atacar la península de Crimea con el objetivo de eliminar la amenaza al flanco derecho del Grupo de Ejércitos Sur. El propio Hitler también planeó utilizar la península de Kerch como trampolín para atacar la región del Cáucaso.
Von Manstein creía que el Ejército Rojo opondría una feroz resistencia al comienzo de la campaña de Crimea, por lo que pospuso su ofensiva para permitir el envío de refuerzos adicionales al frente. Dado que los combates en el Frente Oriental habían disminuido temporalmente y el 51.º Ejército Soviético estaba ocupado preparando sus fortificaciones defensivas, fue posible preparar refuerzos adicionales para la campaña de Crimea. El 11.º Ejército se reforzó con tres cuerpos y tres divisiones:
- 49.º Cuerpo de Montaña (Alemania):

170.ª División de Infantería (Alemania)
1.ª División de Montaña (Alemania)
4.ª División de Montaña (Alemania)
- 54.º Cuerpo de Ejército (Alemania):

46.ª División de Infantería (Alemania)
73.ª División de Infantería (Alemania)
50.ª División de Infantería (Alemania)
- Divisiones reforzadas para el 30º Cuerpo

22.ª División de Infantería (Alemania)
72.ª División de Infantería (Alemania)
1.ª División Panzer SS "Adolf Hitler"
Al mismo tiempo, el general Erich von Manstein también recibió el mando del 1er Cuerpo de Infantería de Montaña (Rumania).
Español La batalla de Perekop comenzó el 24 de septiembre de 1941, cuando el ejército alemán lanzó las divisiones de infantería 46 y 73, apoyadas por artillería y poder aéreo, para atacar a la división de infantería soviética 276 que defendía el istmo de Perekop. Con una ventaja doble en tropas, el 26 de septiembre, el ejército alemán rompió la línea turca y capturó la ciudad de Armyansk. El Comando de Defensa de Sebastopol envió apresuradamente al grupo de caballería móvil del mayor general PI Batov, incluyendo la división de caballería 40 del coronel FF Kudyurov y la división de infantería 271 del coronel MA Titov, al área de avance, pero aún así no pudo salvar la situación. Para el 30 de septiembre, el ejército soviético tuvo que retirarse a Ishunsky (Ishun) e intentó detener el ataque del ejército alemán allí con grandes pérdidas. Según documentos alemanes, en el primer ataque, el ejército alemán destruyó 135 piezas de artillería, 112 tanques y vehículos blindados soviéticos, y capturó a casi 10.000 prisioneros. Sin embargo, según el general PI Batov, en el istmo de Perekop, de solo 10 km de ancho con terreno pantanoso, era imposible desplegar cientos de tanques. El 285.º Regimiento Mecanizado de la 40.ª División de Caballería tenía solo 10 tanques T-34 y 50 vehículos blindados de los tipos T-37 y T-38. El ejército del general Erich von Manstein también sufrió grandes pérdidas; docenas de tanques y vehículos blindados capturados al ejército soviético después de la batalla de Brody se desplegaron en esta batalla junto con tanques ligeros del ejército rumano, todos los cuales fueron destruidos. Los restos de la División Mecanizada SS "Adolf Hitler" y del 49 Cuerpo de Montaña fueron transferidos temporalmente al 1 Ejército Panzer que avanzaba en dirección a Rostov y ya no pudieron apoyar a la fuerza principal que tuvo que detenerse ante la ciudad de Ishunsky.

### Batalla de la ciudad de Ishunsky
El 18 de octubre, el 11.º Ejército (Alemania) continuó el ataque a Ishunsky con las fuerzas de tres divisiones de infantería. Además de las unidades restantes de la 106.ª División de Infantería, la 40.ª División de Caballería y la 271.ª División de Infantería retiradas del istmo de Perekop, esta posición también fue reforzada por el ejército soviético mediante el 9.º Regimiento de Infantería de Marina de la Flota del Mar Negro, con el apoyo de la artillería costera. Tras cinco días de combates continuos, el ejército alemán forzó gradualmente al ejército soviético a abandonar la ciudad. El 24 de octubre, la armada soviética de la Flota del Mar Negro lanzó un regimiento de infantería naval al contraataque, expulsando al ejército alemán de la ciudad de Ishunsky, pero solo la mantuvo durante dos días. El 26 de octubre, el general Erich von Manstein lanzó un contraataque con dos divisiones recientemente reforzadas en la unión entre las divisiones de caballería soviéticas 271 y 40 y el 28 de octubre rompió la línea defensiva del ejército soviético en Ishunsky.
Tras perder la posición clave de Ishunsky, el ejército soviético tuvo que dejar abierta la entrada a Crimea. Parte de las unidades soviéticas en esta zona se desintegraron en pequeños grupos. Continuaron apoyándose en el terreno rocoso para organizar la resistencia y lanzar incursiones esporádicas contra los grupos mecanizados del ejército nazi. Una gran parte se retiró a Sebastopol y la península de Kerch. Todos los intentos de frenar la retirada soviética y establecer una base de apoyo en la península de Kerch resultaron infructuosos. Bajo la presión del ataque de tres divisiones del 42.º Ejército (Alemania), el 16 de noviembre, el resto del 51.º Ejército (Unión Soviética) tuvo que cruzar el estrecho de Kerch para evacuar a la península de Tamán con el apoyo y transporte de la armada y la fuerza aérea de la Flota del Mar Negro. El 20 de noviembre, las fuerzas que combatieron en el estrecho de Perekop, compuestas por cinco regimientos de infantería y tres de caballería, se retiraron a Sebastopol tras cruzar las montañas de Crimea. Allí, a estas unidades se unieron el 54.º Ejército (dos divisiones de infantería y una brigada mecanizada) y el 30.º Cuerpo de Infantería (dos divisiones de infantería). El ejército soviético desplegó sus defensas en la parte sur de la península de Crimea, con centro en Sebastopol. También cortaron la vía férrea de Alushta a Sebastopol. Según P. I. Batov, un total de 68.200 oficiales y soldados soviéticos murieron, resultaron heridos y fueron hechos prisioneros en los combates a las puertas de Crimea.

## Desarrollos tempranos de la campaña

### Las tropas soviéticas refuerzan la zona de defensa de Sebastopol
Al comienzo de la Gran Guerra Patria de la Unión Soviética, la estructura de defensa del área de Sebastopol (SOR) era una de las más fortificadas. Incluía docenas de posiciones fortificadas, búnkeres y campos minados. Las dos posiciones más fortificadas del sistema de defensa eran las torretas blindadas (бронебашенные батареи - ББ), armadas con piezas de artillería de gran calibre. La torreta ББ-30, comandada por el mayor G. A. Alexander, y la torreta ББ-35, comandada por el mayor A. A. Leshchenko, estaban armadas con cañones navales de 305 mm. Además de estas dos torretas de cañones, había 82 búnkeres subterráneos equipados con cañones navales, 22 posiciones de ametralladoras situadas en fortificaciones de hormigón y emplazamientos de madera y tierra, 33 km de trincheras antitanque, 56 km de alambre de púas y 9.600 minas colocadas alrededor de la ciudad.
El 16 de octubre, el Estado Mayor Soviético decidió retirar a casi 8.000 tropas que quedaban en Odesa para reforzar la defensa de Sebastopol. A finales de octubre, para unificar el mando de las fuerzas, el Mando Supremo estableció el Grupo de Ejércitos Costeros Independientes, nombrando al mayor general IE Petrov, excomandante del grupo de ejércitos costeros en Odesa, como comandante del grupo de defensa de Sebastopol. El coronel NI Krylov era el jefe de Estado Mayor, y el comisario político de la división NC Ryzhi era miembro del consejo militar. Para el 1 de noviembre de 1941, las fuerzas del Ejército Rojo que defendían Sebastopol eran el Ejército Costero Independiente, compuesto por las divisiones de infantería 25, 95 y 172, las brigadas de infantería naval 2, 7 y 40, la 42 división de caballería y el 120 batallón blindado independiente. Además, el Ejército Costero Independiente tenía tres regimientos de artillería, un regimiento de aviación de combate y unidades logísticas.

### El primer ataque a Sebastopol
Del 30 de octubre al 21 de noviembre de 1941, las fuerzas de avanzada del 11.º Ejército (Alemania), compuestas por dos divisiones y una brigada de infantería, atacaron las posiciones que se aproximaban a las afueras de Sebastopol. Para el 2 de noviembre, el ataque se estaba llevando a cabo en la línea exterior de la zona de defensa de Sebastopol. Las unidades del ejército en la ciudad defendían el flanco izquierdo. El flanco derecho, adyacente al mar, estaba protegido por la infantería naval de la Flota del Mar Negro, la artillería costera, las unidades antidesembarco, la artillería y la defensa aérea con el apoyo de dos trenes blindados. Los nazis intentaron romper las defensas soviéticas en el norte, noreste y este, pero todos los ataques iniciales fueron aplastados. El 11 de noviembre, después de que las fuerzas principales hubieran alcanzado las afueras de la ciudad, el general Erich von Manstein movilizó 60.000 tropas para lanzar el ataque principal. Tras 10 días de intensos combates, cuatro divisiones de infantería, una brigada motorizada y un regimiento de montaña rumano solo habían capturado unas pocas posiciones defensivas en el perímetro exterior. La mayor parte de los avances del ejército alemán seguían bloqueados en la primera línea de defensa. Esto se debió a que el general Manstein decidió centrar el ataque desde el sureste, considerando que la línea de defensa del ejército soviético en esa zona era más débil. Sin embargo, esta era la zona defendida por las unidades de infantería de élite de la Armada Soviética. Aprovecharon el terreno accidentado y rocoso para bloquear a la infantería alemana. El radio de acción de los tanques alemanes también era limitado debido a la gran cantidad de altas montañas y profundos barrancos que dividía el terreno. En diciembre, los comandantes soviéticos en Sebastopol informaron al Estado Mayor General que las defensas resistían. El fracaso del primer asalto alemán a Sebastopol también se debió a que una división soviética de la NKVD no había evacuado a Tamán con el 51.º Ejército, que había abierto una brecha en las defensas. Se habían reagrupado en el área de Simferopol y atacaron la retaguardia de la fuerza principal del 65º Cuerpo de Infantería alemán, obligando al cuerpo a desplazar sus fuerzas principales hacia el este para contrarrestarlo.

### Segundo ataque a Sebastopol

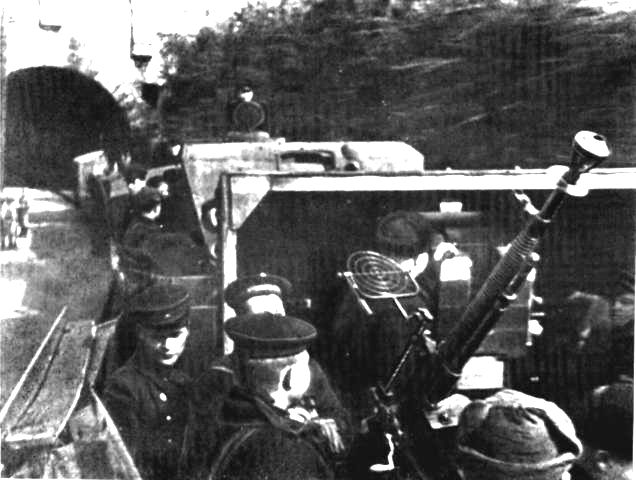
El tren blindado Zheleznyakov de la infantería naval de la Flota del Mar Negro participó en la defensa de Sebastopol.

Con las defensas del Ejército Rojo restauradas, Von Manstein abandonó sus planes de atacar al sur de Sebastopol y trasladó sus fuerzas al norte. Los alemanes también reforzaron su mayor pieza de artillería, el Schwerer Gustav de 31,5 pulgadas, en preparación para su último ataque. La Wehrmacht inició entonces una "tortura" de cinco días sobre Sebastopol con todo tipo de fuego de artillería. El 17 de diciembre de 1941, seis divisiones de infantería alemanas y dos brigadas rumanas, con 1275 morteros , 150 tanques y 300 aviones, lanzaron un segundo ataque sobre Sebastopol. Sin embargo, el ataque a finales de año significó que la Luftwaffe tenía dificultades en las operaciones invernales y tuvo que retrasar su ataque, lo que permitió al Ejército Rojo aprovechar este tiempo para consolidar sus defensas. El 21 de diciembre, los alemanes rompieron las defensas de la 40.ª División de Caballería, al mando del coronel Kudyurov, y avanzaron hasta dos kilómetros de la bahía de Severnaia . Sin embargo, mientras los alemanes se preparaban para un ataque final, el Ejército Rojo, reforzado recientemente por la 79.ª Brigada Naval Independiente, lanzó inesperadamente un contraataque y frustró el intento alemán de capturar Sebastopol. .ª Brigada y la 345.ª División de Infantería también habían sido reforzadas en Sebastopol por dos flotillas compuestas por los cruceros Krasnyi Kavkaz , Krasnyi Krym y el destructor Kharkov , escoltados por el vicealmirante Oktyabrsky. Para el 4 de enero de 1942, todas las fuerzas del 11.º Ejército habían sido detenidas por los contraataques del Ejército Rojo. También durante este tiempo, los alemanes acababan de ser derrotados en la Batalla de Moscú, iniciando una serie de eventos que los nazis llamaron el "Desastre de Invierno".

### El desembarco en Eupatoria
Evpatoria es un pequeño puerto en la costa oeste de la península de Crimea, a más de 100 km al norte de Sebastopol. El 5 de enero de 1942, con el fin de atraer a parte de las principales fuerzas alemanas que asediaban Sebastopol y distraer a los alemanes para apoyar la operación de desembarco del ejército soviético para recuperar la península de Kerch, así como para apoyar un levantamiento de los residentes de la ciudad y rescatar a las unidades partisanas capturadas por el ejército rumano, buques de guerra de la Flota del Mar Negro (Unión Soviética) llevaron a cabo un desembarco en el puerto de Evpatoria (Yevpatoriye), compuesto por un batallón de infantería naval de unos 700 hombres, comandado por el capitán G. K. Buzinov. La fuerza naval que participó en la operación de desembarco incluyó un dragaminas, siete lanchas patrulleras MO-IV y un remolcador SP-14 al mando del capitán de segundo rango N. B. Buslaev. Partiendo de Sebastopol a las 23:30 de la noche del 4 de enero, a las 3:00 de la madrugada del 5 de enero, los barcos de desembarco ya se encontraban frente a la costa de Evpatoria. A las 6:00 de la mañana del 5 de enero, comenzaron los desembarcos. Al principio, las operaciones ofensivas transcurrieron sin contratiempos. Tras una audaz incursión, las fuerzas de desembarco ocuparon la zona sur de la ciudad. El regimiento de guarnición, compuesto por soldados rumanos, fue expulsado inesperadamente de la ciudad. Al ver aparecer repentinamente a las tropas soviéticas tras él, el general Erich von Manstein envió desde Sebastopol un regimiento de infantería, dos batallones de caballería y un batallón blindado para relevarlos. Se desataron feroces batallas en las calles de Evpatoria. Se desató una tormenta que impidió que los barcos soviéticos desembarcaran para recoger a las tropas de desembarco. Durante tres días, lucharon a muerte contra fuerzas enemigas mucho mayores. Para el 7 de enero, los alemanes habían tomado el control de la situación en Evpatoria. Más de 600 marines soviéticos murieron en los desiguales combates callejeros. Solo unos 100 fueron hechos prisioneros. Tras la batalla, los alemanes ejecutaron a más de 3.000 civiles y a casi 100 marines soviéticos heridos en el parque Krasnaya Gorka de Eupatoria.

### Guerra en la península de Kerch

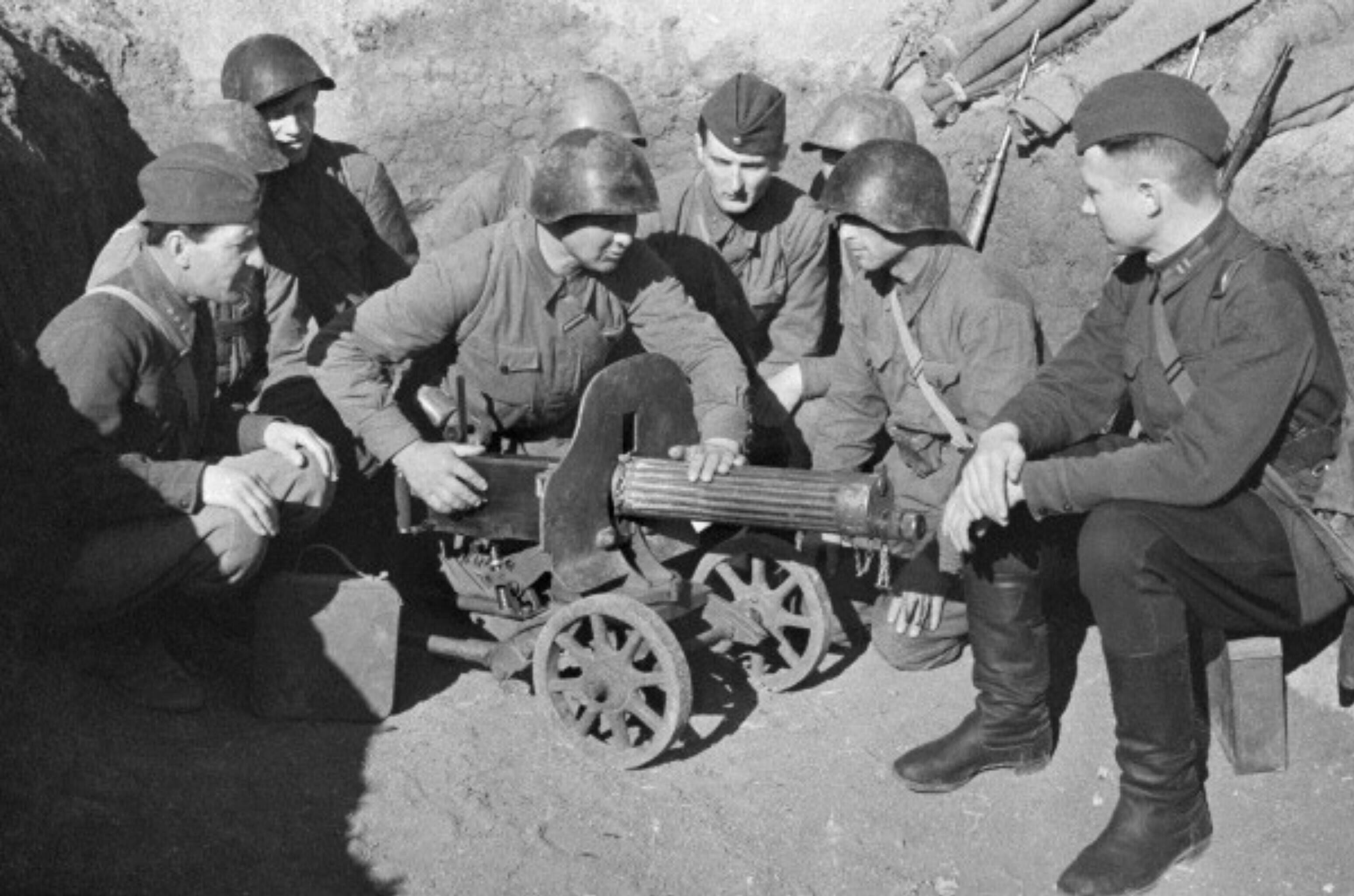
El comisario de brigada Veselov y soldados de infantería soviéticos aprenden a usar la ametralladora Makxim en Crimea, el 19 de mayo de 1942. (Foto: RIA NOVOSTI)

El asedio de Sebastopol atrajo a numerosas fuerzas del 11.º Ejército (Alemania), pero todos los intentos del general Erich von Manstein por capturar Sebastopol en tres meses resultaron infructuosos. Los combates de las unidades partisanas soviéticas continuaron en la zona de la cantera de Armonai. Aunque el 51.º Ejército tuvo que retirarse temporalmente a la península de Tamán, el Alto Mando Soviético no perdió la esperanza de levantar el asedio de Sebastopol. A principios de diciembre de 1941, la inteligencia y el reconocimiento soviéticos descubrieron que el general Erich von Manstein había concentrado la mayor parte de sus fuerzas principales en torno a Sebastopol, dejando únicamente un regimiento de infantería en el cabo de Kerch para defender la costa. El Alto Mando Soviético decidió lanzar una operación anfibia para capturar la península de Kerch, al este de Crimea, como trampolín para llevar a cabo su intención de recuperar Crimea de manos de los alemanes.

#### Plan de batalla
El 7 de diciembre, el Estado Mayor Soviético estableció el Frente de Crimea bajo el mando del Distrito Militar Transcaucásico, nombrando al teniente general Dmitry Timofeevich Kozlov como comandante y al mayor general Fyodor Ivanovich Tolbukhin como jefe de Estado Mayor. El mando del frente recibió la orden de preparar un plan de desembarco para capturar la península de Kerch en dos semanas. Según el plan de F. I. Tolbukhin, el 44.º Ejército desembarcaría simultáneamente desde el sur de la península de Kerch en su punto más estrecho (también conocido como la zona de acceso de Feodosiya). El 51.º Ejército desembarcaría en el cabo de Kerch . Estos dos ejércitos tomarían la posición de Kerch y luego, en coordinación con el Ejército Costero que defendía Crimea, atacarían al 11.º Ejército alemán desde el este y el oeste para liberar Crimea . 
El plan preveía el ataque principal sobre Feodosia por parte del 44.º Ejército, al mando del mayor general V. N. Cherniak, que acababa de retirarse de la zona fronteriza iraní y se había trasladado a Tamán. La dirección secundaria se asignó al 51.º Ejército, al mando del mayor general V. N. Lvov, para desembarcar directamente en el cabo Kerch. Se planeó organizar los desembarcos simultáneamente en un frente amplio de hasta 250 km para impedir que el enemigo movilizara fuerzas de reserva a todas las direcciones principales de ataque.
Las fuerzas del ejército soviético que participaron en la campaña incluyeron 8 divisiones de infantería, 1 brigada de infantería independiente, 2 brigadas de infantería naval, 2 regimientos de infantería de montaña, con un total de 82.500 tropas, 43 tanques, 198 piezas de artillería y 256 morteros desplegados de la siguiente manera:
- El 44º Grupo de Ejércitos, con las siguientes divisiones: 157ª, 236ª, 345ª y 404ª Divisiones de Infantería, 9º y 63º Regimientos de Infantería de Montaña y 74ª Brigada de Marines.
- 51º Grupo de Ejércitos, que incluye: las divisiones de infantería 224, 302, 390 y 396, la 12ª brigada de infantería independiente y la 83ª brigada de infantería naval.

Las fuerzas de reserva operativa preparadas en la península de Tamán incluían las divisiones de infantería 156, 398 y 400, y la 72.ª división de caballería. Para asegurar y apoyar el ataque, la Armada Soviética movilizó los escuadrones 78 (de guerra) y 170 (de transporte), con más de 250 buques de guerra y buques de desembarco, incluyendo dos cruceros, seis destructores, guardacostas y 52 lanchas torpederas. La Flota del Mar Negro estaba al mando del subcomandante Philipp Sergeyevich Archiabrsky, mientras que la flotilla Azov estaba al mando del contralmirante Sergey Georgievich Gorshkov. El apoyo aéreo para la operación contó con la fuerza aérea del Frente Transcaucásico, con bases en la península de Tamán, y unas 500 aeronaves de diversos tipos. La Flota del Mar Negro también contaba con unas 200 aeronaves navales.
Las fuerzas militares alemanas en la península de Kerch incluían:
- 46 División de Infantería, 42 Cuerpo, 11 Grupo de Ejércitos.
- 4ª Brigada de Infantería Independiente.
- 2 regimientos de infantería y 5 batallones antiaéreos.

Desembarco de tropas soviéticas en la península de Kerch (1941-1942)
El 26 de diciembre de 1941, unidades de transporte de la Flotilla Azov de la Flota del Mar Negro transportaron al 51.º Ejército al norte de la zona de Feodosia. El 44.º Ejército tomó la dirección principal, desembarcando en la zona sur con la ayuda de cañoneras y buques de transporte de la Flota del Mar Negro. La dotación total de ambos ejércitos era de 41.930 hombres.
En la zona de Feodosia , el 44.º Ejército se apoderó rápidamente de los muelles, lo que permitió un desembarco organizado. La resistencia alemana en el puerto fue rápidamente aplastada. Los contraataques de la guarnición alemana en la ciudad fueron repelidos. Desde Feodosia, el 44.º Ejército atacó hacia el norte. En la zona de Kerch, el desembarco era difícil. Debido a la poca profundidad de la playa, la infantería tuvo que desembarcar directamente en el mar helado y vadear con el agua hasta el pecho para llegar a la orilla. Las bajas temperaturas causaron grandes pérdidas. Solo unos días después, cuando el desembarco estaba completamente congelado, la mayor parte del 51.º Ejército cruzó el hielo para desembarcar en Kerch.
Inmediatamente después del asalto anfibio soviético, el 11.º Ejército (Alemania) envió a la 46.ª División de Infantería (Alemania) y a la División de Fusileros de Montaña de Rumanía al frente de la península de Kerch para defender las colinas de Parpachsk. La fuerza de desembarco soviética en Kerch contaba con una abrumadora ventaja en tropas en comparación con las fuerzas del ejército nazi en la zona. Además, la ocupación de Feodosia por parte de la fuerza de desembarco soviética amenazaba la retaguardia del 42.º Cuerpo de Ejército. Sin embargo, el comandante de este cuerpo, el general Hans Graf von Sponeck, seguía negándose a retirarse, y la 46.ª División (del 42.º Cuerpo de Ejército) y la División de Montaña de Rumanía sufrieron graves pérdidas. Posteriormente, el general Erich von Manstein tuvo que dar una orden firme para pasar a la defensiva, pero establecer una línea defensiva fue imposible debido a que el 42.º Cuerpo de Ejército estaba semicerrado, por lo que se vio obligado a aceptar una retirada y abandonar el armamento pesado. Por violar la disciplina militar, el general Hans Graf von Sponeck fue destituido del mando del 42º Cuerpo de Ejército y llevado a juicio ante un tribunal militar.
Al implementar el plan de acción, el Comando del Frente de Crimea cometió varios errores fundamentales en la protección de la operación. En la zona de la cabeza de puente de desembarco, no había un centro médico preparado; el hospital más cercano estaba en Kuban. Los heridos no recibieron primeros auxilios en un puesto quirúrgico del regimiento, mal ubicado en la costa de Kerch. Como resultado, muchos heridos murieron en los barcos durante su transporte a Novorossiysk. En la zona del puerto de Feodosia, el Comando del Frente tampoco desplegó a tiempo los sistemas de defensa aérea. Como resultado, el 4 de enero de 1942, la fuerza aérea alemana organizó un bombardeo a gran escala que hundió cinco buques de transporte, entre ellos el "Guardia Roja" (Красногвардеец) y el "Zyryanin" (Зырянин), y causó graves daños al crucero "Kavkaz Rojo" (Красный Кавказ). El ejército soviético sufrió pérdidas de hasta 40.000 personas, de las cuales 8.000 murieron, 2.800 murieron por congelación en el mar durante el desembarco y 32.000 resultaron heridas. El equipo destruido incluyó 35 tanques y vehículos blindados (de los cuales 24 se hundieron junto con los buques de transporte), 133 cañones y morteros.

#### Evolución de la guerra en la península de Kerch
En menos de un mes, el ejército soviético capturó rápidamente las colinas de Parpachsk y estableció allí un frente estable. El desembarco soviético en Kerch supuso una nueva amenaza para el 11.º Ejército alemán, que tuvo que luchar en dos frentes opuestos. El general Erich von Manstein, comandante del ejército, comentó:
Como el enemigo se había aprovechado de la situación y amenazaba rápidamente a la 46 División de Infantería en Kerch, podría haber pasado a la ofensiva después de nuestra decisión de retirar las fuerzas rumanas de Feodosia, y esto habría creado una situación peligrosa, no solo en el frente recién formado sino también en el área aún desocupada de Sebastopol... Fue entonces cuando todo el destino del 11 Ejército se vio amenazado.
—Erich von Manstein,
Sin embargo, mientras el 51.º Ejército desembarcaba más lentamente, pero atacaba con mayor rapidez, el 44.º Ejército seguía avanzando muy lentamente hacia Feodosia. Este retraso dio a los alemanes tiempo suficiente para crear una barrera en el cabo Yaily, en la costa occidental del golfo de Sivash, en la zona de Ak-Monai. Las defensas fueron defendidas por tanques de la 46.ª División, traídos del 2.º escalón, en cooperación con tropas de montaña rumanas. Los alemanes incluso movilizaron a oficinistas para la defensa.

El 2 de enero de 1942, el ejército soviético ocupó por completo la península de Kerch. Tras analizar los puntos débiles de la defensa alemana, el Comando General Soviético asignó al comandante del Frente de Crimea, general D. T. Kozlov, un rápido ataque al istmo de Perekop y un ataque a la retaguardia del 11.º Ejército (Alemania). Sin embargo, el Comando del 11.º Ejército (Alemania) predijo esto fácilmente. Según Erich von Manstein.
A principios de enero de 1942, los desembarcos enemigos en Feodosia y la península de Kerch se convirtieron en una amenaza crucial para las importantes líneas de suministro del 11.º Ejército, incluyendo el importantísimo nudo ferroviario Djankoi-Simferópol. Debido a la concentración de fuerzas en el frente, nuestra retaguardia se vio debilitada y no pudo resistir los feroces ataques de una gran fuerza enemiga. El 4 de enero, supimos que el enemigo había concentrado seis divisiones a las puertas de Feodosia.
—Erich von Manstein, 
En lugar de concentrarse en organizar las fuerzas para atacar cuando los alemanes aún no estaban preparados, el general D. T. Kozlov escudó la excusa de la falta de efectivos y solicitó posponer la fecha del ataque. A finales de enero de 1942, el Comando General Soviético envió al coronel general L. D. Mekhlis a este frente como representante del Cuartel General para instar el ataque. Siguiendo su habitual autoritarismo, L. D. Mekhlis no colaboró en la organización de la batalla, sino que reorganizó los cuadros y sustituyó al mayor general P. P. Vetsny por el mayor general F. I. Tolbukhin como jefe de Estado Mayor.
Para contrarrestar la ofensiva soviética, el 15 de enero, los alemanes lanzaron un contraataque sorpresa en la zona entre los ejércitos 51 y 44. A pesar de su superioridad numérica, la línea de defensa soviética fue penetrada. El 18 de enero, los alemanes expulsaron al 44.º Ejército del puerto de Feodosia, obligando al Frente de Crimea a retirarse a su línea defensiva en la zona de Ak-Monay. A pesar de la pérdida del puerto de Feodosia, el Estado Mayor Soviético mantuvo el suministro de refuerzos al Frente de Crimea a través del hielo del estrecho de Kerch.
A principios de febrero de 1942, el Frente de Crimea fue reforzado por el 47.º Ejército del General K. S. Kolganov, recién transferido desde Irán; los regimientos de tanques 39.º y 40.º, compuestos por 10 tanques KV-1, 10 tanques T-34 y 25 vehículos blindados T-60; y los regimientos mecanizados 55.º y 56.º, compuestos por 66 vehículos blindados T-26 y T-27 equipados con lanzallamas. Tan solo el 226.º batallón blindado estaba equipado con 16 tanques pesados KV-1. Si se incluían las fuerzas que defendían Sebastopol, el Frente de Crimea tenía ventaja en cuanto a tropas, con 21 divisiones de infantería, 5577 piezas de artillería y morteros, 347 tanques y vehículos blindados, 175 cazas y 225 bombarderos. El 11º Ejército alemán y el ejército rumano contaban con sólo 11 divisiones, 2.472 piezas de artillería y morteros, 180 tanques y 400 aviones.
El 26 y 27 de febrero de 1942, las unidades soviéticas en la península de Kerch comenzaron su ofensiva. La primera oleada del ataque incluyó ocho divisiones de infantería y una división de caballería, varios batallones de tanques independientes, incluyendo tanques T-34, y unidades de artillería operativas. La reserva operativa consistía en tres divisiones. El primer ataque, coordinado con bombarderos de Sebastopol para romper el cerco alemán, no tuvo éxito. El ataque desde la posición de Kerch se desarrolló muy lentamente, la lluvia y el viento obstaculizaron la movilidad de las unidades de tanques, pero al final, los ejércitos soviéticos lograron hacer retroceder a las unidades de infantería alemanas. La 18.ª División rumana fue rechazada desde el área norte de Feodosia. El general Erich von Manstein envió su última reserva, el 213.º Regimiento de Montaña , una unidad defensiva, y los Batallones de la Guardia para resistir hasta el 3 de marzo y relevar a la 46.ª División. Los soviéticos no lograron romper las defensas alemanas en profundidad. El 13 de marzo, los soviéticos reanudaron su ofensiva. Pero, al igual que en ataques anteriores, no lograron penetrar las defensas alemanas. Se sucedieron una serie de ataques y contraataques entre el Ejército Rojo Soviético y los alemanes, con el ataque final el 9 de abril de 1942, con la participación de seis divisiones soviéticas y 160 tanques, pero también sin éxito. El ejército soviético se vio obligado a pasar a la defensiva a finales de abril de 1942. Sin embargo, el Comando del Frente mantuvo la misma formación de línea única que al atacar, negándose a redesplegar sus fuerzas para defender en profundidad.
A finales de abril, el Grupo de Ejércitos Sur (Alemania) reforzó al general Erich von Manstein con la 22.ª División Panzer, compuesta por más de 100 tanques Panzer III y IV y varias unidades mecanizadas. El 8 de mayo de 1942, el Grupo de Ejércitos 11 (Alemania) lanzó una campaña de contraofensiva denominada "Caza del Águila". El representante del cuartel general soviético en el Frente de Crimea cometió errores. Haciendo uso de su autoridad, el LD Mekhlis envió la mayor parte de las fuerzas de tanques e infantería al norte de la cordillera de Parpachsk, debilitando el flanco costero sur. Contrariamente a la predicción del LD Mekhlis, los alemanes no atacaron por el norte, sino que avanzaron a lo largo de la costa del Mar Negro para rodear al Grupo de Ejércitos 44, debilitado tras tres ataques fallidos. Por orden personal de Hitler, el Grupo de Ejércitos 11 (Alemania) recibió plena autoridad para utilizar en esta campaña al Grupo de la Fuerza Aérea 8, comandado por el general Wolfram von Richthofen. Aunque el Frente de Crimea había determinado la fecha del ataque alemán, el general L. D. Mekhlis no organizó rápidamente un contraataque con el comandante del frente (general D. T. Kozlov), sino que mantuvo varias reuniones para debatir sobre lo correcto y lo incorrecto. En tan solo un día, los alemanes habían avanzado 8 km hacia el centro de la defensa soviética. El 9 de mayo, un feroz bombardeo de la fuerza aérea alemana contra el Comando del 51.º Grupo de Ejércitos mató al general V. N. Lvov, comandante del grupo de ejércitos, y el general K. I. Baranov, jefe de Estado Mayor del grupo de ejércitos, resultó gravemente herido. Durante los dos días siguientes, todo el Frente de Crimea se vio envuelto en caóticos combates. El 10 de mayo, el Comando General Soviético ordenó al Frente retirarse a la fortaleza turca, pero esta orden no fue cumplida por el Comando del Frente; la retirada se prolongó dos días más, con consecuencias extremadamente desastrosas. El 14 de mayo, los alemanes penetraron hacia Kerch y obligaron al ejército soviético a retirarse al mar. Tras dos semanas de resistencia, el Frente de Crimea tuvo que retirarse a Tamán con pérdidas extremadamente cuantiosas. La retirada fue lenta y completamente desorganizada: alrededor de 176.566 oficiales y soldados soviéticos murieron y fueron hechos prisioneros, y solo cerca de 140.000 personas lograron retirarse a la península de Tamán con el pleno apoyo de la Flota del Mar Negro y la Flotilla de Azov. El Frente de Crimea se disolvió para transferir sus cuadros, oficiales y soldados al Frente del Cáucaso Norte, establecido el 20 de mayo. El 11.º Ejército (Alemania) logró concentrar todas sus fuerzas para capturar la zona de defensa de Sebastopol, que ahora era completamente incapaz de contar con apoyo externo.
 

Tras la derrota en Crimea, el Estado Mayor Soviético castigó severamente a los generales indisciplinados e irresponsables. El telegrama de I. V. Stalin dirigido a L. D. Mekhlis, representante del Estado Mayor en el Frente de Crimea, declaraba:
Está adoptando la extraña actitud de un observador externo, que no asume ninguna responsabilidad por lo que ocurre en el Frente de Crimea. Esta actitud es muy conveniente, pero extremadamente corrupta. En el Frente de Crimea, usted no es un inspector estatal, sino un representante responsable del cuartel general, responsable de todas las victorias y derrotas del frente. Si la situación hubiera indicado que el enemigo atacaría por la mañana, y usted no hubiera tomado medidas para organizar un contraataque y, en cambio, hubiera criticado pasivamente, habría sido aún peor... Si no hubiera utilizado aviones de ataque con fines secundarios, sino que los hubiera usado para bloquear los tanques enemigos, los alemanes no habrían podido penetrar nuestras defensas. Tras dos meses en el Frente de Crimea, no hace falta ser Hindenburg para comprender este simple hecho.	"
— Ivanov. 11 de agosto de 1942,
La elusión de responsabilidades por parte de LD Mekhlis fue tratada adecuadamente. Fue destituido de su cargo de Viceministro de Defensa, destituido de su puesto como Jefe de la Dirección Política Principal del Ejército Rojo, degradado a Teniente General y nunca más asignado a representar al cuartel general en los frentes. El General DT Kozlov y otros generales, por su falta de disciplina y responsabilidad en la derrota de Kerch, también fueron destituidos, degradados y nunca más asignados al mando de unidades de combate.

## El tercer ataque a Sebastopol

### Bombardeo de Sebastopol
Tras recuperar la península de Kerch, el 11.º Ejército pudo concentrar todas sus fuerzas principales en Sebastopol. El ataque del ejército alemán contra Sebastopol se inició y apoyó con una serie de torres de artillería fortificadas construidas durante la guerra ruso-turca, que los alemanes habían capturado tras los dos primeros ataques. Para destruir las fortalezas de la ciudad, los alemanes desplegaron una serie de supercañones. A lo largo del perímetro de 22 km que rodeaba la ciudad, desplegaron más de 200 baterías de artillería pesada. Además de los supercañones, los alemanes también prepararon un gran número de otras armas para el bombardeo de Sebastopol. Tres de los seis morteros superpesados Mörser Karl se desplegaron en Crimea en febrero de 1942. El 11.º Ejército se equipó inicialmente con el supercañón Schwerer Gustav de 800 mm montado en un tren.  Además, la artillería alemana también contaba con otros supercañones, incluyendo seis cañones Gamma de 420 mm, cuatro cañones de 210 mm y dos cañones de 350 mm conservados de la Primera Guerra Mundial. El Schwerer Gustav (cañón pesado Gustav) se desplegó posteriormente en el antiguo castillo del Kanato de Crimea en Bajchisaraja y requería mil hombres para operarlo. El supercañón Gustav no era muy útil debido a su disparo lento y su manejo complejo, pero al menos un disparo podía destruir un depósito de municiones a 27 m (90 pies) de profundidad.
Una gran cantidad de proyectiles de artillería especiales, con un peso total de más de 1000 toneladas, se transportaron en secreto desde Alemania y se almacenaron en almacenes especiales excavados en el macizo rocoso. Las armas comenzaron sus operaciones de prueba a principios de junio y dispararon un total de unos 50 proyectiles de 7 toneladas cada uno. La potencia de fuego de estos supercañones se centró en el combate contra torretas blindadas BB-30 y BB-35, depósitos de munición subterráneos y depósitos de munición en los macizos rocosos. Estos depósitos solían estar ocultos por rocas con forma de cáscara de huevo de hasta 30 m de espesor. Para destruir emplazamientos de cañones de madera y búnkeres de hormigón, se emplearon ampliamente cañones antiaéreos de 88 mm, cañones aéreos de 20 mm a 37 mm y cañones montados en trenes blindados.
El 21 de mayo de 1942, la Alemania nazi comenzó a bombardear la ciudad. El 2 de junio, superando las débiles defensas aéreas del ejército soviético, toda la fuerza del 4.º Ejército Aéreo (Alemania), al mando del coronel general Wolfram von Richthofen, se movilizó para bombardear Sebastopol durante cinco días antes del inicio del ataque. Finalmente, el 7 de junio de 1942, el ejército alemán lanzó un nuevo ataque contra las líneas de defensa del ejército soviético en Sebastopol.

### Campaña "Capturando Esturión"
El ataque final de Von Manstein contra Sebastopol recibió el nombre en clave de "Operación Captura de Esturión" ( Unternehmen Störfang ). Los alemanes habían calculado mal que los puertos de la bahía de Severnaya constituían una importante línea de suministro para las fuerzas del Ejército Rojo en Sebastopol, y que al capturar esta zona podrían derrotar fácilmente la resistencia del Ejército Rojo sin tener que tomarse la molestia de eliminar la feroz resistencia en la ciudad. Al darse cuenta de que un ataque al sur, desde la zona más septentrional, encontraría menos resistencia, Von Manstein decidió desplegar allí el grueso de sus fuerzas, con el 54.º Ejército alemán, compuesto por cinco divisiones, y refuerzos. Otro ataque coordinado en dirección este-oeste sería llevado a cabo por el 30.º Ejército alemán, compuesto por tres divisiones, con el objetivo de atacar la zona sur de Sebastopol e impedir que el Ejército Rojo utilizara la bahía de Severnaya para reforzar su flanco norte. Cada división alemana contaría con el apoyo de una división rumana más pequeña. Sin embargo, el plan de Manstein pasó por alto un aspecto: el Ejército Rojo sabía que, antes de que las nieblas otoñales cegaran a la Luftwaffe, les resultaría difícil reforzar eficazmente Sebastopol; por lo tanto, ya había acumulado grandes cantidades de víveres y municiones. La ocupación de la bahía de Severnaya o de toda la zona costera no afectó significativamente la fuerza de combate del Ejército Rojo durante ese período. Y los alemanes aún tuvieron que luchar con fiereza contra los focos de resistencia del Ejército Rojo en Sebastopol tras su captura. La defensa de Sebastopol duró más de una semana. Durante el combate, algunos batallones alemanes contaban con un promedio de solo 25 hombres.
La línea de defensa exterior del Ejército Rojo fue violada el 17 de junio de 1942. Al sur, los alemanes capturaron la posición denominada "Nido del Águila" y avanzaron hasta el pie del monte Sapun. Al norte de la fortaleza, también capturaron las alturas del monte Markenzi. Ese día, varias torretas y fortificaciones fueron destruidas, incluyendo la posición Maxim Gorky - 1. El 54.º Cuerpo de Ejército controlaba la mayor parte de la costa norte, pero algunos focos de resistencia del Ejército Rojo lucharon con fiereza y frenaron a las fuerzas del 54.º Ejército en sus flancos y retaguardia, mientras que el ataque occidental del 30.º Cuerpo de Ejército fue detenido por las defensas soviéticas en la "Línea Sapun", cuyas líneas de fuego apuntaban directamente al sur del Golfo Severnaya. Von Manstein había sobreestimado claramente la importancia de la línea de suministro del Golfo Severnaya para el Ejército Rojo en Sebastopol. En la noche del 28 de junio, Von Manstein ordenó un desembarco anfibio alemán a través de la bahía de Severnaya para flanquear al Ejército Rojo que defendía la Línea Sapun. El problema, sin embargo, residía en que sus transportes de tropas eran completamente inadecuados para tal misión, y la artillería y la fuerza aérea alemanas eran impotentes ante las profundas defensas subterráneas del Ejército Rojo en la costa. Los alemanes atacaron con fiereza, pero el Ejército Rojo resistió hasta el anochecer, consolidando sus posiciones defensivas allí e infligiendo grandes pérdidas a los alemanes. A pesar de las bajas alemanas, Manstein decidió desplegar más tropas en la zona y continuar el ataque.

### Se rompió la línea interior

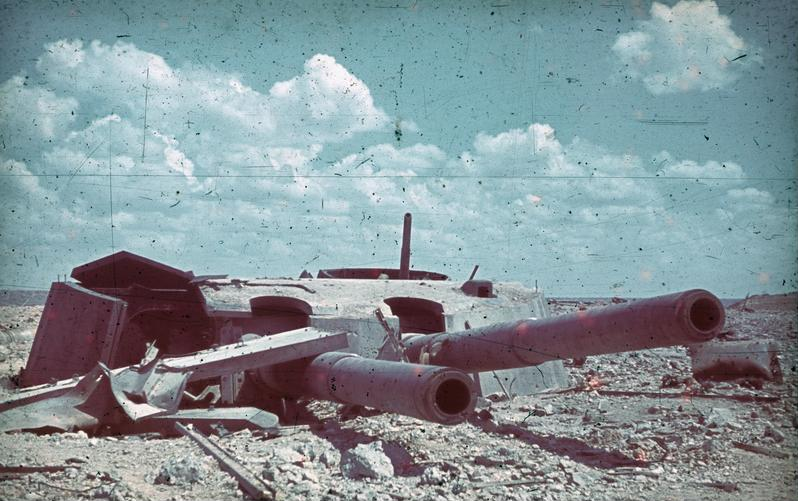
El cañón naval "Maxim Gorky" del Ejército Rojo después de ser dañado.

Sin embargo, la ruptura de las defensas alemanas tuvo lugar en otro lugar. El 26 de junio, en el extremo norte de la línea Sapun, el 30.º Cuerpo de Ejército (reforzado por unidades del 54.º Cuerpo de Ejército), que Manstein había asignado para desembarcar en la estrecha franja de tierra al sur de la costa de Severnaya, fue el que rompió las defensas soviéticas. El 27 de junio, en el extremo sur, las fuerzas alemanas y rumanas también rompieron inesperadamente las defensas soviéticas mediante fintas en el centro de la línea. A pesar de la brecha en ambos extremos, las fuerzas del Ejército Rojo en la línea Sapun continuaron resistiendo, pero su munición se estaba agotando. El 28 de junio, el comandante del Ejército Costero Independiente, general I. E. Petrov, se vio obligado a retirarse hacia el oeste, al cabo Khersones, donde gran parte de la munición soviética estaba enterrada. Petrov también pretendía hacer del cabo Khersones el último bastión del Ejército Rojo en Sebastopol. Los alemanes, tras sus esfuerzos por romper la línea Sapun, estaban exhaustos y tuvieron que detenerse para reagruparse. Por lo tanto, el Ejército Rojo aprovechó esta oportunidad para consolidar su nueva línea en Jersón. Mientras tanto, el general Von Manstein ordenó un intenso bombardeo de Sebastopol para aplastar los focos de resistencia que aún quedaban en la ciudad. Sin embargo, los objetivos bombardeados por los alemanes no estaban ocupados por tropas del Ejército Rojo (excepto una fortaleza cerca de la costa), y Petrov pensó que tendría más libertad si los alemanes simplemente destruían la ciudad con artillería.

### Los últimos días de la batalla de Sebastopol

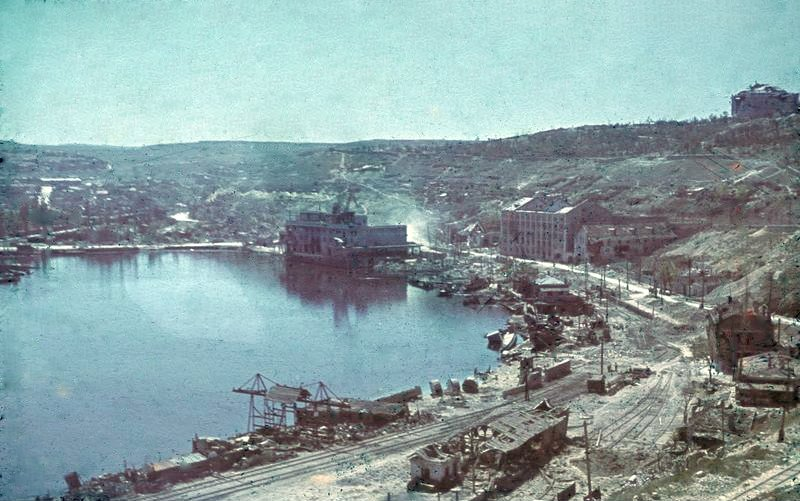
Puerto de Sebastopol en julio de 1942, después de la batalla.

Como el peligro de que Sebastopol fuera capturada por los alemanes se hizo inminente, el 30 de junio, IV Stalin ordenó a IE Petrov, a los altos comandantes del Ejército Rojo y a los funcionarios y funcionarios de la ciudad que evacuaran inmediatamente en submarino. El propio IE Petrov y el vicealmirante FS Oktyabrski fueron los últimos en abandonar Sebastopol. El destino de Sebastopol finalmente se decidió después de que la línea de defensa en las Alturas de Inkerman cayera el 29 de junio de 1942. Durante la Batalla de Sebastopol, la Armada Soviética perdió el crucero ligero Chervona Ukraina ("Ucrania Roja"), cuatro destructores , cuatro buques de carga y los submarinos C 32 y H 214. Sin embargo, en focos aislados de resistencia, el Ejército Rojo luchó ferozmente contra los invasores. Los alemanes tuvieron que rociar humo y gas venenoso en los búnkeres subterráneos para obligar a los soldados del Ejército Rojo a salir para que los tanques y la artillería pudieran destruirlos. Y a pesar del fuerte apoyo de la fuerza aérea y la artillería, los alemanes tardaron muchos días en controlar por completo Sebastopol. Para el 4 de julio, el cabo Jersón cayó. Al recibir la noticia de la victoria, Hitler, muy contento, le otorgó a Manstein el título de "conquistador de Sebastopol" y lo ascendió al rango de Mariscal de Campo General del ejército nazi .
Sin embargo, tras la caída de Sebastopol en manos alemanas, las fuerzas supervivientes del Ejército Rojo continuaron refugiándose en búnkeres subterráneos y continuaron la guerra de guerrillas contra los alemanes. Hasta el 16 de julio, los alemanes continuaron combatiendo con tenacidad contra los focos de resistencia del Ejército Rojo hasta finales del otoño de ese mismo año. Los supervivientes huyeron entonces a las montañas, formaron los partisanos de Crimea y continuaron la lucha.

### Resultado

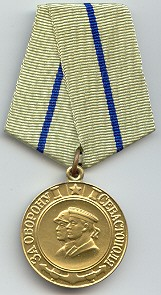
52.540 soldados del Ejército Rojo recibieron medallas por la defensa de la ciudad de Sebastopol.

Noventa mil soldados del Ejército Rojo fueron hechos prisioneros, más de 18.000 murieron y 5.000 resultaron heridos .  Fuentes soviéticas afirman que 106.000 soldados del Ejército Rojo participaron en la defensa de Sebastopol y que solo recibieron 3.000 refuerzos. Mientras tanto, 25.157 personas fueron evacuadas de la ciudad, en su mayoría soldados heridos y oficiales de alto rango que recibieron órdenes de evacuar a petición del propio I. V. Stalin. Según datos oficiales soviéticos, el número de prisioneros no superó los 40 000 y murieron unos 11 000. 
Los documentos soviéticos indican que muy pocos soldados del Ejército Rojo en Sebastopol sobrevivieron a la masacre alemana; por su parte, Von Manstein registró que los soldados soviéticos preferían morir antes que rendirse a los alemanes. Atribuyó estas acciones a la brutalidad de los comisarios y al "concepto asiático de la vida humana". Pero también debe tenerse en cuenta que los alemanes trataron a los prisioneros de guerra soviéticos con extrema brutalidad, por lo que los soldados del Ejército Rojo preferían morir en el campo de batalla antes que vivir en el infierno terrenal de los campos de concentración alemanes. [ cita requerida ]
Según von Manstein, el ejército alemán perdió 24.000 hombres, una cifra muy baja. Sin embargo, la cifra de Manstein no tuvo en cuenta las bajas de los soldados rumanos (que habían participado activamente en las batallas de Sebastopol), ni las de la batalla de la península de Kerch, ni las del ejército alemán cuando tuvo que "limpiar" los nidos de resistencia en el cabo Jersón. En cuanto a Manstein, la victoria en Sebastopol lo convirtió en mariscal de campo, y Adolf Hitler y muchos otros generales quedaron realmente impresionados por sus logros en las durísimas condiciones de combate de Crimea y Sebastopol.
Las pérdidas totales tanto para Alemania como para Rumania fueron 35 866, con Alemania sufriendo 4264 muertos, 21 626 heridos y 277 desaparecidos.
Pero hay que reconocer que la batalla por Crimea y Sebastopol duró mucho más de lo previsto por los alemanes [ cita requerida ] . Hasta el punto de que, al comenzar la Operación Blau, el Grupo de Ejércitos B tuvo que avanzar hacia Stalingrado y el Grupo de Ejércitos A hacia las montañas del Cáucaso sin el apoyo del 11.º Ejército.

## Influencia en la literatura y el arte
En el artículo "Prueba de Fuego" de Ilya Ehrenburg hay un pasaje sobre el espíritu de los soldados del Ejército Rojo en la batalla: Sabemos qué pensamientos se llevó Risa a la tumba. En contraste con sus pensamientos, podemos contar la historia de los cinco marineros caídos, que defendieron heroicamente Sebattopol. Se abrazaron, se despidieron y, atándose granadas al cuerpo, rodaron para bloquear los tanques enemigos. A menudo se habla de vencer a la muerte. Eso me hace pensar no en las obras de los científicos preocupados por prolongar la vida humana, sino en los cinco marineros rojos, llenos de alegría y apasionados por la vida. ¿No es eso una victoria sobre la muerte? ¿No es eso la inmortalidad? La hazaña de los cinco Marines Rojos no solo detuvo el ataque enemigo: insufló nueva vida a los corazones de millones de personas, expandió y fortaleció el alma de Rusia, que perdura en las batallas más feroces de este año. Sigue vivo incluso después del día de la victoria, en las brillantes flores que florecen por todo el campo y en las voces más puras de un grupo de muchachas del campo.